# Live at Sin-é
Il Live at Sin-é è un EP di Jeff Buckley registrato live al Sin-é, un locale nell'East Village della città di New York.
È stato pubblicato nel 1993 ed è la sua prima pubblicazione ufficiale, con solo 4 canzoni.  Solo l'anno seguente (1994) Jeff Buckley pubblica Grace: il primo album.
Nel 2003 è stata pubblicata una edizione estesa, chiamata Legacy Edition con 2 dischi ed un DVD dove i brani sono spesso intervallati da monologhi di Buckley che abbracciano vari campi della conoscenza umana: la musica, la vita.

## Tracce
Tutte le tracce sono di Buckley, tranne dove è indicato diversamente tra parentesi.
1. Mojo Pin (Jeff Buckley, Gary Lucas) – 5:52
2. Eternal Life – 5:43
3. Je n'en connais pas la fin (Raymond Asso, Marguerite Monnot) – 5:00
4. The Way Young Lovers Do (Van Morrison) – 10:02

### Legacy Edition

#### Disco 1
1. Be your Husband (A.Stroud)
2. Lover, you should've come over
3. Mojo Pin (Jeff Buckley, Gary Lucas)
4. Monologue
5. Grace
6. Monologue
7. Strange Fruit (L. Allan)
8. Night Flight (John Paul Jones, Jimmy Page, Robert Plant)
9. If you knew (Nina Simone)
10. Monologue
11. Unforgiven (Last Goodbye)
12. Twelfth of never (J.Livingston, P. Webster)
13. Monologue
14. Monologue
15. Eternal Life
16. Just like a woman (Bob Dylan)
17. Monologue
18. Calling You (R.Telson)

#### Disco 2
1. Monologue
2. Je jo halka Halka Saroor Hai (Nusrat Fateh Ali Khan)
3. Monologue
4. If You See Her, Say Hello (Bob Dylan)
5. Monologue
6. Dink's Song (Traditional)
7. Monologue
8. Drown in my own Tears (H.Glover)
9. Monologue
10. The Way Young Lovers Do (Van Morrison)
11. Monologue
12. Je n'en connais pas la fin (Raymond Asso, Marguerite Monnot)
13. I shall be released (Bob Dylan)
14. Sweet thing (Van Morrison)
15. Monologue
16. Hallelujah (Leonard Cohen)